# Apiin
Apiin con fórmula química C26H28O14, es un compuesto químico aislado del perejil y del apio. La aglicona de apiin es la apigenina.